# ГЕС Pǔxīqiáo
ГЕС Pǔxīqiáo (普西桥水电站) — гідроелектростанція на півдні Китаю у провінції Юньнань. Знаходячись перед ГЕС Амоцзян-Саньцзянкоу, входить до складу каскаду на річці Амо, лівій твірній Лісяньцзян (у В'єтнамі — Да), яка, своєю чергою, є правою притокою Хонгхи (біля Хайфона впадає у Тонкінську затоку Південнокитайського моря).
У межах проєкту річку перекрили кам'яно-накидною греблею із бетонним облицюванням висотою 140 метрів, довжиною 450 метрів та шириною по гребеню 10 метрів, яка утримує водосховище з об'ємом 504 млн м3 (під час повені, максимальний рівень у звичайних умовах — 504 млн м3), в тому числі корисний об'єм 311 млн м3.
Через тунель довжиною 0,27 км із діаметром 8 метрів та сталевий водовід довжиною 0,2 км з діаметром 7 метрів ресурс подається до пригреблевого машинного залу, обладнаного двома турбінами типу Френсіс потужністю по 95 МВт, які забезпечують виробництво 856 млн кВт·год електроенергії на рік.